# Чемпионат СССР по тяжёлой атлетике 1953
28-й чемпионат СССР по тяжёлой атлетике прошёл с 10 по 12 мая 1953 года в Таллине (Эстонская ССР). В нём приняли участие 196 атлетов, которые были разделены на 7 весовых категорий и соревновались в троеборье (жим, рывок и толчок).

## Медалисты
| Категория                  | Золото                                       | Золото                       | Серебро                                   | Серебро                             | Бронза                                            | Бронза                         |
| До 56 кг (легчайший вес)   | Бакир Фархутдинов «Динамо» Москва            | 307,5 кг (95 + 92,5 + 120)   | Борис Журомский «Искра» Ленинград         | 300 кг (92,5 + 92,5 + 115)          | Роберт Роман Военно-морской флот Москва           | 300 кг (90 + 87,5 + 122,5)     |
| До 60 кг (полулёгкий вес)  | Николай Саксонов Вооружённые Силы Свердловск | 335 кг (97,5 + 100 + 137,5)  | Рафаэль Чимишкян «Динамо» Тбилиси         | 330 кг (95 + 105 + 130)             | Хаим Ханукашвили «Динамо» Тбилиси                 | 312,5 кг (97,5 + 92,5 + 122,5) |
| До 67,5 кг (лёгкий вес)    | Дмитрий Иванов «Спартак» Москва              | 357,5 кг (107,5 + 110 + 140) | Фёдор Никитин Вооружённые Силы Челябинск  | 355 кг (112,5 + 105 + 137,5)        | Георгий Щеглов «Динамо» Ленинград                 | 352,5 кг (102,5 + 110 + 140)   |
| До 75 кг (полусредний вес) | Юрий Дуганов «Искра» Ленинград               | 387,5 кг (112,5 + 130 + 145) | Василий Степанов «Динамо» Рига            | 377,5 кг (110 + 120 + 147,5)        | Владимир Пушкарёв «Динамо» Москва                 | 372,5 кг (110 + 117,5 + 145)   |
| До 82,5 кг (средний вес)   | Трофим Ломакин Вооружённые Силы Москва       | 415 кг (125 + 127,5 + 162,5) | Николай Меркулов Военно-морской флот Киев | 395 кг (122,5 + 122,5 + 150)        | Константин Зеленков Военно-морской флот Ленинград | 380 кг (110 + 115 + 155)       |
| До 90 кг (полутяжёлый вес) | Аркадий Воробьёв Вооружённые Силы Свердловск | 425 кг (125 + 135 + 165)     | Фёдор Осыпа «Динамо» Харьков              | 417,5 кг <small (125 + 127,5 + 165) | Виль Холин Вооружённые Силы Рига                  | 397,5 кг (120 + 120 + 157,5)   |
| Свыше 90 кг (тяжёлый вес)  | Алексей Медведев «Крылья Советов» Москва     | 427,5 кг (130 + 132,5 + 165) | Евгений Новиков Вооружённые Силы Вильнюс  | 425 кг (140 + 125 + 160)            | Николай Лапутин Военно-морской флот Киев          | 417,5 кг (140 + 127,5 + 150)   |